# Championnats d'Afrique d'haltérophilie 2017
Navigation
Édition précédente Édition suivante
Les championnats d’Afrique d’haltérophilie 2017 ont eu lieu du 10 au 18 juillet  à Vacoas à  Maurice. 

## Femmes

### Classement
| Rang | Nation         | Or | Argent | Bronze | Total |
| ---- | -------------- | -- | ------ | ------ | ----- |
| 1    | Tunisie        | 6  | 5      | 3      | 14    |
| 2    | Égypte         | 6  | 0      | 0      | 6     |
| 3    | Maurice        | 3  | 10     | 5      | 18    |
| 4    | Algérie        | 3  | 3      | 3      | 9     |
| 5    | Seychelles     | 3  | 0      | 3      | 6     |
| 6    | Afrique du Sud | 3  | 0      | 0      | 3     |
| 7    | Madagascar     | 0  | 3      | 7      | 10    |
| 8    | Maroc          | 0  | 3      | 0      | 3     |
|      | Total          | 24 | 21     | 21     | 66    |

### Médaillés
| Épreuve     | Or                                     | Argent                        | Bronze                                    |       |       |
| 48 kg       | 48 kg                                  | 48 kg                         | 48 kg                                     | 48 kg | 48 kg |
| ----------- | -------------------------------------- | ----------------------------- | ----------------------------------------- | ----- | ----- |
| Arraché     | Marie Hanitra Roilya Ranaivosoa 76 kg  | Rosina Randafiarison 60 kg    |                                           |       |       |
| Épaulé-jeté | Marie Hanitra Roilya Ranaivosoa 95 kg  | Rosina Randafiarison 70 kg    |                                           |       |       |
| Total       | Marie Hanitra Roilya Ranaivosoa 171 kg | Rosina Randafiarison 130 kg   |                                           |       |       |
| 53 kg       |                                        |                               |                                           |       |       |
| Arraché     | Nouha Landoulsi 88 kg                  | Fatima Zohra Laghouati 66 kg  | Santatra Anita Abdallah Alinorosoa 60 kg  |       |       |
| Épaulé-jeté | Nouha Landoulsi 106 kg                 | Fatima Zohra Laghouati 78 kg  | Santatra Anita Abdallah Alinorosoa 76 kg  |       |       |
| Total       | Nouha Landoulsi 194 kg                 | Fatima Zohra Laghouati 144 kg | Santatra Anita Abdallah Alinorosoa 136 kg |       |       |
| 58 kg       |                                        |                               |                                           |       |       |
| Arraché     | Johanni Taljaard 72 kg                 | Ketty Lent 70 kg              | Sitrakiniaina Randrianandrasana 65 kg     |       |       |
| Épaulé-jeté | Johanni Taljaard 93 kg                 | Ketty Lent 87 kg              | Sitrakiniaina Randrianandrasana 82 kg     |       |       |
| Total       | Johanni Taljaard 165 kg                | Ketty Lent 157 kg             | Sitrakiniaina Randrianandrasana 147 kg    |       |       |
| 63 kg       |                                        |                               |                                           |       |       |
| Arraché     | Clementina Ciana Agricole 86 kg        | Ghofrane Belkhir 85 kg        | Elisa Vania Ravololoniaina 77 kg          |       |       |
| Épaulé-jeté | Clementina Ciana Agricole 107 kg       | Ghofrane Belkhir 106 kg       | Yousra Abidi 105 kg                       |       |       |
| Total       | Clementina Ciana Agricole 193 kg       | Ghofrane Belkhir 191 kg       | Yousra Abidi 181 kg                       |       |       |
| 69 kg       |                                        |                               |                                           |       |       |
| Arraché     | Ghada Hassine 92 kg                    | Emmanuella Labonne 91 kg      | Ikram Cherara 70 kg                       |       |       |
| Épaulé-jeté | Ghada Hassine 115 kg                   | Emmanuella Labonne 100 kg     | Ikram Cherara 95 kg                       |       |       |
| Total       | Ghada Hassine 207 kg                   | Emmanuella Labonne 191 kg     | Ikram Cherara 165 kg                      |       |       |
| 75 kg       |                                        |                               |                                           |       |       |
| Arraché     | Maghnia Hammadi 74 kg                  | Alison Sunee 71 kg            | Brenda Lozaique 55 kg                     |       |       |
| Épaulé-jeté | Maghnia Hammadi 95 kg                  | Alison Sunee 80 kg            | Brenda Lozaique 70 kg                     |       |       |
| Total       | Maghnia Hammadi 169 kg                 | Alison Sunee 151 kg           | Brenda Lozaique 125 kg                    |       |       |
| -90 kg      |                                        |                               |                                           |       |       |
| Arraché     | Dina Ahmed Elsayed Barakat 95 kg       | Samira Ouass 72 kg            | Wendy Iram 40 kg                          |       |       |
| Épaulé-jeté | Dina Ahmed Elsayed Barakat 120 kg      | Samira Ouass 92 kg            | Wendy Iram 55 kg                          |       |       |
| Total       | Dina Ahmed Elsayed Barakat 215 kg      | Samira Ouass 170 kg           | Wendy Iram 95 kg                          |       |       |
| +90 kg      |                                        |                               |                                           |       |       |
| Arraché     | Chaimaa Ahmed Khalaf Haridy 117 kg     | Shalinee Valaydon 97 kg       | Marwa Jlassi 97 kg                        |       |       |
| Épaulé-jeté | Chaimaa Ahmed Khalaf Haridy 158 kg     | Marwa Jlassi 125 kg           | Shalinee Valaydon 116 kg                  |       |       |
| Total       | Chaimaa Ahmed Khalaf Haridy 275 kg     | Marwa Jlassi 221 kg           | Shalinee Valaydon 213 kg                  |       |       |

## Hommes

### Classement
| Rang | Nation         | Or | Argent | Bronze | Total |
| ---- | -------------- | -- | ------ | ------ | ----- |
| 1    | Égypte         | 9  | 0      | 0      | 9     |
| 2    | Tunisie        | 7  | 7      | 4      | 18    |
| 3    | Algérie        | 3  | 11     | 5      | 18    |
| 4    | Madagascar     | 3  | 3      | 0      | 6     |
| 5    | Libye          | 2  | 1      | 0      | 3     |
| 6    | Maurice        | 0  | 2      | 4      | 6     |
| 7    | Maroc          | 0  | 0      | 6      | 6     |
| 10   | Afrique du Sud | 0  | 0      | 3      | 3     |
|      | Total          | 24 | 24     | 22     | 70    |

### Médaillés
| Épreuve     | Or                                        | Argent                        | Bronze                     |       |       |
| 56 kg       | 56 kg                                     | 56 kg                         | 56 kg                      | 56 kg | 56 kg |
| ----------- | ----------------------------------------- | ----------------------------- | -------------------------- | ----- | ----- |
| Arraché     | Amine Bouhejba 110 kg                     | Eric Andriantsitohaina 101 kg | Issam Harfi 94 kg          |       |       |
| Épaulé-jeté | Amine Bouhejba 134 kg                     | Eric Andriantsitohaina 133 kg | Riad Feni 115 kg           |       |       |
| Total       | Amine Bouhejba 244 kg                     | Eric Andriantsitohaina 234 kg | Riad Feni 206 kg           |       |       |
| 62 kg       |                                           |                               |                            |       |       |
| Arraché     | Alain Tojonirina Andriantsitohaina 122 kg | Faouzi Kraydi 121 kg          | Marc Jonathan Coret 107 kg |       |       |
| Épaulé-jeté | Alain Tojonirina Andriantsitohaina 150 kg | Faouzi Kraydi 146 kg          | Marc Jonathan Coret 135 kg |       |       |
| Total       | Alain Tojonirina Andriantsitohaina 272 kg | Faouzi Kraydi 267 kg          | Marc Jonathan Coret 242 kg |       |       |
| 69 kg       |                                           |                               |                            |       |       |
| Arraché     | Karem Ben Hnia 147 kg                     | Nafaa Sariak 130 kg           | Otsile Greg Shushu 117 kg  |       |       |
| Épaulé-jeté | Karem Ben Hnia 180 kg                     | Nafaa Sariak 161 kg           | Otsile Greg Shushu 150 kg  |       |       |
| Total       | Karem Ben Hnia 327 kg                     | Nafaa Sariak 291 kg           | Otsile Greg Shushu 267 kg  |       |       |
| 77 kg       |                                           |                               |                            |       |       |
| Arraché     | Elhani Shredi 146 kg                      | Rami Bahloul 142 kg           | Smail Choukal 138 kg       |       |       |
| Épaulé-jeté | Rami Bahloul 174 kg                       | Elhani Shredi 173 kg          | Soufiene Khelaifia 165 kg  |       |       |
| Total       | Elhani Shredi 319 kg                      | Rami Bahloul 316 kg           | Smail Choukal 295 kg       |       |       |
| 85 kg       |                                           |                               |                            |       |       |
| Arraché     | Mohamed Ihab Youssef 158 kg               | Ramzi Bahloul 147 kg          | Wajih Tlili 146 kg         |       |       |
| Épaulé-jeté | Mohamed Ihab Youssef 190 kg               | Ameur Messaoudi 170 kg        | Wajih Tlili 167 kg         |       |       |
| Total       | Mohamed Ihab Youssef 348 kg               | Wajih Tlili 313 kg            | Ameur Messaoudi 310 kg     |       |       |
| 94 kg       |                                           |                               |                            |       |       |
| Arraché     | Ragab Abdelhay Abdalla 167 kg             | Saddem Messaoud 150 kg        | Hicham Moum 141 kg         |       |       |
| Épaulé-jeté | Ragab Abdelhay Abdalla 195 kg             | Saddem Messaoud 180 kg        | Achraf Maatoug 175 kg      |       |       |
| Total       | Ragab Abdelhay Abdalla 362 kg             | Saddem Messaoud 330 kg        | Hicham Moum 315 kg         |       |       |
| 105 kg      |                                           |                               |                            |       |       |
| Arraché     | Aymen Touairi 150 kg                      | Mohammed Fethi 141 kg         | Zakaria Bertali 130 kg     |       |       |
| Épaulé-jeté | Aymen Touairi 180 kg                      | Mohammed Fethi 175 kg         | Zakaria Bertali 150 kg     |       |       |
| Total       | Aymen Touairi 330 kg                      | Mohammed Fethi 316 kg         | Zakaria Bertali 280 kg     |       |       |
| +105 kg     |                                           |                               |                            |       |       |
| Arraché     | Ahmed Mohamed Abdelaziz Mohamed 178 kg    | Alvin Joroon 92 kg            |                            |       |       |
| Épaulé-jeté | Ahmed Mohamed Abdelaziz Mohamed 235 kg    | Walid Bidani 180 kg           | Alvin Joroon 135 kg        |       |       |
| Total       | Ahmed Mohamed Abdelaziz Mohamed 413 kg    | Alvin Joroon 227 kg           |                            |       |       |